# Timbellus danapris
Timbellus danapris — викопний вид черевоногих молюсків родини мурексових (Muricidae), що існував у пізньому еоцені (37 млн років тому). Викопні рештки молюска виявлені у Рибальському кар'єрі поблизу міста Дніпра (Україна).

## Опис
Мушля завдовжки до 47 мм.